# 9308 Randyrose
9308 Randyrose este un asteroid din centura principală de asteroizi.

## Descriere
9308 Randyrose este un asteroid din centura principală de asteroizi. A fost descoperit pe 21 septembrie 1987 la Stația Anderson Mesa de Edward L. G. Bowell. El prezintă o orbită caracterizată de o semiaxă mare de 2,39 ua, o excentricitate de 0,22 și o înclinație de 7,4° în raport cu ecliptica.